# بروارد (کارولینای شمالی)
بروارد (به انگلیسی: Brevard) شهری در ایالت کارولینای شمالی کشور ایالات متحده آمریکا است که جمعیت آن در سرشماری سال ۲۰۱۰ میلادی، ۷٬۶۰۹ نفر بوده‌است.